# Sewarhi
Sewarhi is een nagar panchayat (plaats) in het district Kushinagar van de Indiase staat Uttar Pradesh.

## Demografie
Volgens de Indiase volkstelling van 2001 wonen er 19.763 mensen in Sewarhi, waarvan 53% mannelijk en 47% vrouwelijk is. De plaats heeft een alfabetiseringsgraad van 63%.